# دارشکنک
دارشکنک (نام علمی: Picumninae) نام یک زیرخانواده از تیره دارکوب است.

## سرده‌ها و گونه‌ها
سرده دارشکنک‌ها
- دارشکنک خال‌مخالی,  Picumnus innominatus (sometimes Vivia)
- دارشکنک سینه‌نواری,  Picumnus aurifrons
- دارشکنک اورینوکو,  Picumnus pumilus
- دارشکنک لافرنی,  Picumnus lafresnayi
- دارشکنک پولک‌طلایی,  Picumnus exilis
- دارشکنک خال‌سیاه,  Picumnus nigropunctatus
- دارشکنک اکوادوری,  Picumnus sclateri
- دارشکنک پولک‌دار,  Picumnus squamulatus
- دارشکنک شکم‌سفید,  Picumnus spilogaster
- دارشکنک سرتیز,  Picumnus minutissimus
- دارشکنک خال‌دار,  Picumnus pygmaeus
- دارشکنک سینه‌لکه‌ای,  Picumnus steindachneri
- دارشکنک وارزیا,  Picumnus varzeae
- دارشکنک سفیدنواری,  Picumnus cirratus
- دارشکنک خال‌چشمی,  Picumnus dorbygnianus
- دارشکنک طوق‌اخرایی,  Picumnus temminckii
- دارشکنک سفیدنوک,  Picumnus albosquamatus
- دارشکنک گردن‌زنگاری,  Picumnus fuscus
- دارشکنک سینه‌حنایی,  Picumnus rufiventris
- دارشکنک خاکی,  Picumnus fulvescens
- دارشکنک اخراگون,  Picumnus limae
- دارشکنک لکه‌دار,  Picumnus nebulosus
- دارشکنک سینه‌ساده,  Picumnus castelnau
- دارشکنک ریزنواری,  Picumnus subtilis
- دارشکنک زیتونی,  Picumnus olivaceus
- دارشکنک خاکستری,  Picumnus granadensis
- دارشکنک بلوطی,  Picumnus cinnamomeus

سرده دارشکنک آفریقایی (sometimes included in Sasia)
- دارشکنک آفریقایی,  Verreauxia africana

سرده ساسیا
- پیکولت خرمایی,  Sasia abnormis
- پیکولت ابرو سفید,  Sasia ochracea